# Pseudodrassus scorteccii
Espèce
Pseudodrassus scorteccii est une espèce d'araignées aranéomorphes de la famille des Gnaphosidae.

## Distribution
Cette espèce est endémique de Libye.

## Étymologie
Cette espèce est nommée en l'honneur de Giuseppe Scortecci.

## Publication originale
- Caporiacco, 1936 : Aracnidi fezzanesi raccolti dal prof. G. Scortecci nel 1934-XII. (Missione della R. Societa geografica). Atti della Società Italiana di Scienze Naturali e del Museo Civico di Storia Naturale di Milano, vol. 75, p. 67-93.